# مارك بيريتي
مارك بيريتي (17 أبريل 1991 ببرث في أستراليا - ) هو لاعب كرة قدم أسترالي في مركز حراسة المرمى. شارك مع منتخب أستراليا تحت 17 سنة لكرة القدم ومنتخب أستراليا تحت 20 سنة لكرة القدم ومنتخب أستراليا الوطني لكرة القدم تحت 23 سنة ومنتخب أستراليا لكرة القدم. أما مع النوادي، فقد لعب مع نادي أديلايد يونايتد ونادي فاريسي ونيوكاسل يونايتد جتس وFFA Centre of Excellence ‏.

## وصلات خارجية
- مارك بيريتي على موقع الاتحاد الدولي (مؤرشف)  (الإنجليزية)
- مارك بيريتي على موقع قاعدة بيانات كرة القدم.إي يو (الإنجليزية)
- مارك بيريتي على موقع ناشيونال فوتبول تيمز (الإنجليزية)
- مارك بيريتي على موقع Soccerbase.com (لاعب) (الإنجليزية)
- مارك بيريتي على موقع Soccerway.com (الإنجليزية)
- مارك بيريتي على موقع عالم كرة القدم.نت (الإنجليزية)
- مارك بيريتي على موقع AS.com (الإسبانية)